# Doesjanbe
Doesjanbe (Tadzjieks: Душанбе, Dušanbe) is de hoofdstad van het Centraal-Aziatische land Tadzjikistan, alsook de zetel van de Regio ondergeordend aan de republiek (een andere Tadzjiekse provincie). De stad ligt in de Hisorvallei en telde 775.800 inwoners op 1 januari 2014. Volgens de transliteratie van het Tadzjieks zou de stad Dušanbe moeten heten, maar de stad is bekender onder de Russische naam Doesjanbe.

## Geschiedenis
Doesjanbe werd vanaf 1924 planmatig gebouwd op de plaats waar het Rode Leger een dorp had verwoest. Het dorp heette Doesjanbe-bozor, wat in het Perzisch de maandagmarkt betekent. Later werd deze naam verkort tot Doesjanbe ("maandag").
De stad werd uitgebouwd als hoofdstad van Tadzjikistan, dat vanaf oktober 1924 een autonome republiek binnen de Socialistische Sovjetrepubliek Oezbekistan werd. Op 15 oktober 1929 werd de Sovjetrepubliek Tadzjikistan gevormd, de republiek die op 9 september 1991 een onafhankelijk land werd. Van 1929 tot 1961 heette de stad Stalinabad.
Na 1924 groeide het inwonersaantal flink. In 1925 waren er 6000 inwoners, in 1939 waren dat er al 83.000 en bij de val van de Sovjet-Unie woonden er ongeveer 300.000 mensen in de stad. Ten tijde van de Sovjet-Unie bestond een groot deel van de bevolking van Doesjanbe uit Russen. Sinds de onafhankelijkheid van Tadzjikistan en de daaropvolgende burgeroorlog, zijn de meeste Russen vertrokken en is er een instroom geweest van Tadzjieken uit andere delen van het land.
Doesjanbe is een belangrijk centrum van de katoenindustrie. De stad is ruim opgezet, met veel bomen, fonteinen en brede straten.
Ter gelegenheid van de 20e verjaardag van de onafhankelijkheid werd een 165 meter hoge vlaggenstok gebouwd.
Enkele bezienswaardigheden in de stad zijn:
- Standbeeld van Ismail Samani
- Rohat Theehuis (Choichonai Rohat)
- Presidentiële paleis
- Standbeeld van Avicenna
- Verscheidene bazaars en parken

## Geboren
- Vladimir Makarov (1947-1979), voetballer
- Moechsin Moechamadnjev (1966), voetballer en voetbalcoach
- Viktor Boet (1967), wapenhandelaar
- Dilsjod Nazarov (1982), atleet
- Dilšod Vasiev (1988), voetballer
- Manizja Sangin (1991), Russisch-Tadzjiekse zangeres